# Définition d'écran
Pour les articles homonymes, voir Définition (homonymie).
La définition d’écran est le nombre de points ou pixels (de l'anglais picture elements) que peut afficher un écran (d'ordinateur ou de téléviseur). La définition est le produit du nombre de points selon l’horizontale par le nombre de points selon la verticale de l’affichage. La définition est couramment confondue, à tort, avec la résolution d'écran (la résolution est un ratio, comme le nombre de pixels par pouce). Une même définition (exemple:1920 par 1080 pixels) peut être affichée à différentes résolutions selon la taille de l'écran.
Pour utiliser une définition donnée, il faut que la carte graphique soit capable d'en générer le signal vidéo et que l'écran soit capable de l'afficher. La taille de l’écran et son pas de perçage (pitch) définissent la définition maximale que l’on peut atteindre sans perte de qualité en ce qui concerne l’image.
Il est également possible d’utiliser plusieurs moniteurs avec une unité centrale. Cela permet d’additionner leurs nombres de pixels et ainsi d’utiliser par exemple une définition de 2 048 × 768 points.
Pour un appareil photographique numérique, une imprimante ou un scanner, la définition indique le nombre de points pouvant être numérisés ou imprimés.

Ce graphique montre les définitions d'écran les plus courantes, avec la couleur de chaque type de définition d'écran indiquant le rapport d'affichage (par exemple rouge indique un rapport de 4/3).

## Définitions selon les fréquences de balayage
La définition verticale dépend de la fréquence horizontale du moniteur, exprimée en kHz, qui est le produit de la fréquence de trame par la définition verticale (qui est typiquement de 50 Hz en PAL/SECAM, de 60 Hz en NTSC et sur les écrans VGA de base ou les dalles LCD, et de plus de 85 Hz sur les écrans à rafraîchissement élevé pour limiter les effets de scintillement). Généralement, la définition verticale obtenue est seulement sa valeur maximale théorique, car certaines lignes sont souvent supprimées (restent noires) sur les écrans à connexion analogique (même si l’écran est une dalle LCD ou TFT) pour permettre au faisceau d’électrons de se déplacer verticalement lors du retour de balayage pour la trame suivante sur les écrans CRT.
De même, la fréquence de pixel (exprimée en MHz) donne une définition horizontale maximale. Là aussi la définition horizontale obtenue est le maximum théorique, car un certain nombre de pixels ne peuvent être affichés lors du retour de balayage.
Sur les écrans TV, le balayage de l’écran se fait souvent en mode entrelacé, deux trames successives décalées d’une ligne et affichant chacune une ligne sur deux étant nécessaires pour balayer tout l’écran (cette technique diminue le scintillement, et tire profit de la rémanence élevée des tubes cathodiques TV, cette rémanence étant l’équivalent d’une mémoire de trame). De nouveaux écrans TV offrent un double balayage (100 Hz en PAL/SECAM ou 120 Hz en NTSC) en utilisant une mémoire de trame complète, cela n’augmente pas la définition mais réduit le scintillement interligne, et permet de transformer les deux demi-trames d’un signal entrelacé en trames complètes non entrelacées couvrant tout l’écran (et non la moitié des lignes) à la fréquence normale de 50 Hz ou 60 Hz.

## Définitions selon la taille de l’écran
Toutefois, il ne suffit pas d’augmenter les fréquences pour obtenir une meilleure définition.
Un écran analogique à tube cathodique (CRT) comporte un masque perforé déterminant le nombre de luminophores reproduisant les pixels et ne peut afficher que la moyenne du signal modulé du faisceau lors de leur exposition au balayage. Il n’est pas possible d’adresser les luminophores individuellement, car il est impossible de faire correspondre exactement le faisceau électronique avec le masque perforé pour éviter d’exposer un luminophore situé 3 sous-pixels avant ou après ou 1 pixel au-dessus ou en dessous. De plus, la plupart des écrans cathodiques ont une grille unique pour les trois couleurs, les faisceaux étant seulement décalés angulairement pour que le faisceau traversant le masque expose le luminophore de la bonne composante couleur. Les sous-pixels étaient donc souvent disposés en triangle et non alignés horizontalement. Les écrans CRT plus récents utilisent des faisceaux alignés horizontalement et un masque à fentes verticales permettant d’exposer des sous-pixels rectangulaires alignés horizontalement. Ceci réduit le scintillement vertical et augmente la netteté de l’image, mais ne permet toujours pas d’exposer précisément chaque luminophore.

Définitions successives de l'image d'un visage.

Sur les écrans plats (ACL, TCM (TFT), à plasma et autres techniques à matrice active ou rétroéclairée), il n’y a pas de faisceau d’électrons mais un balayage est malgré tout nécessaire pour adresser numériquement les pixels. Cependant ces écrans imposent souvent une fréquence de rafraîchissement unique non ajustable, car la durée et la fréquence d’excitation des luminophores est caractéristique de leur couleur, mais aussi cette fréquence est imposée par la technologie de transistors utilisés pour permettre le décodage des adresses de colonnes. Quand un écran plat offre des fréquences ajustables, il inclut une mémoire de trame pour le signal d’entrée, et transforme le signal entrant via cette mémoire intermédiaire et reconstitue lui-même son propre balayage à partir de cette mémoire. Contrairement aux écrans cathodiques, chaque luminophore est adressable très précisément de façon individuelle, ce qui permet l’utilisation de techniques d’amélioration de l’affichage comme ClearType.
Plus la définition est élevée, plus l’écran est performant, cependant la fréquence de rafraîchissement des trames est aussi importante car elle détermine la qualité des animations et la reproduction plus fidèle et plus rapide des mouvements (un facteur déterminant pour les joueurs, car si l’œil n’offre pas une définition élevée, il est en revanche très sensible pour la détection de mouvements, ce qui permet des actions réflexes conditionnées).
| Taille de l’écran    | Taille de l’écran            | Définitions maximales en pixels       | Définitions maximales en pixels       | Définitions maximales en pixels        | Définitions maximales en pixels        |
| Diagonale de l’écran | Largeur × hauteur de l’écran | Pas de 0,31 mm (résolution de 82 ppp) | Pas de 0,28 mm (résolution de 91 ppp) | Pas de 0,25 mm (résolution de 102 ppp) | Pas de 0,21 mm (résolution de 121 ppp) |
| -------------------- | ---------------------------- | ------------------------------------- | ------------------------------------- | -------------------------------------- | -------------------------------------- |
| 14 pouces ≈ 35,6 cm  | 284,48 × 213,36 mm           | 917 × 688                             | 1 016 × 762                           | 1 137 × 853                            | 1 354 × 1 016                          |
| 15 pouces ≈ 38,1 cm  | 304,80 × 228,60 mm           | 983 × 737                             | 1 088 × 816                           | 1 219 × 914                            | 1 451 × 1 088                          |
| 17 pouces ≈ 43,2 cm  | 345,44 × 259,08 mm           | 1 114 × 835                           | 1 233 × 925                           | 1 381 × 1 036                          | 1 644 × 1 233                          |
| 19 pouces ≈ 48,3 cm  | 386,08 × 289,56 mm           | 1 245 × 934                           | 1 378 × 1 034                         | 1 544 × 1 158                          | 1 838 × 1 378                          |
| 20 pouces ≈ 50,8 cm  | 406,40 × 304,80 mm           | 1 310 × 983                           | 1 451 × 1 088                         | 1 625 × 1 219                          | 1 935 × 1 451                          |
| 21 pouces ≈ 53,3 cm  | 426,72 × 320,04 mm           | 1 376 × 1 032                         | 1 524 × 1 143                         | 1 706 × 1 280                          | 2 032 × 1 524                          |
| 22 pouces ≈ 55,9 cm  | 447,04 × 335,28 mm           | 1 442 × 1 081                         | 1 596 × 1 197                         | 1 788 × 1 341                          | 2 128 × 1 596                          |
| 24 pouces ≈ 61,0 cm  | 487,68 × 365,76 mm           | 1 573 × 1 179                         | 1 741 × 1 306                         | 1 950 × 1 463                          | 2 322 × 1 741                          |
| 26 pouces ≈ 66,0 cm  | 528,32 × 396,24 mm           | 1 704 × 1 278                         | 1 886 × 1 415                         | 2 113 × 1 584                          | 2 515 × 1 886                          |

- Définition SD
- Définition compatible HD 720 (min. 1 280 × 720)
- Définition compatible HD 1080 (min. 1 920 × 1 080)

## Autres facteurs influençant la définition
De même, la définition dépend de la géométrie relative des luminophores (par exemple le pas séparant chacun des sous-pixels qui doit être le plus faible possible, afin que le maximum de la surface soit source de lumière, et ne reste pas noir en permanence) et aussi du pas de masque utilisé (plus le pas de masque interpixel est faible, plus il est difficile de maintenir une surface lumineuse importante à surface totale équivalente).
Mais pour éviter de voir des artefacts de colorisation et limiter les effets de moiré sur les images texturées, les luminophores sont placés derrière un filtre qui diffuse en partie la lumière émise par un luminophore sur la surface occupée par les luminophores immédiatement voisins. Cela a aussi pour effet de cacher le pas de masque (qui n’émet pas lui-même de lumière) et de maintenir une surface lumineuse de façon plus isotrope, mais aussi de diviser par deux la définition des luminophores ou sous-pixels (indépendamment de leur couleur) qui ne sont plus eux-mêmes visibles de façon distincte, et de réduire légèrement la définition des pixels visibles qui, bien qu'adressables individuellement, se recouvrent mutuellement en partie sur environ un tiers de leur surface visible à travers le filtre (plus ou moins selon la nature du filtre diffuseur, lequel est conçu selon le pas de masque et selon la distance du filtre par rapport à la surface émettrice des luminophores ou des sous-pixels d’un écran à LED, ou par rapport à la surface transparente des sous-pixels d’un écran LCD ou à plasma).
Un autre facteur déterminant pour la qualité des écrans est la précision des couleurs. Cela dépend à la fois du traitement du signal (amplification, corrections colorimétrique) mais aussi de la nature des luminophores, dont les spectres d’émission lumineuse ou d’absorption des faisceaux électroniques, ou fréquences d’excitation pour les écrans LCD ou à plasma) est déterminante.

## Calcul de la résolution d’écran selon la définition d’écran et sa taille
Pour calculer la résolution moyenne d’un écran (en pixels par pouce, souvent abrégé dpi de l’anglais dots per inch, ou bien parfois « ppp »), en tenant compte de sa définition native x × y (en pixels) et de la longueur d de sa diagonale (en pouces), on doit d’abord calculer séparément les résolutions horizontale et verticale de l’écran :
{\displaystyle R_{x}={\frac {x}{l}}\,;\,R_{y}={\frac {y}{h}}}
en ayant d’abord converti la diagonale en largeur l et hauteur h (en pouces également) selon {\displaystyle d={\sqrt {l^{2}+h^{2}}}} et selon le rapport d’aspect de l’image produite par l’écran.
La plupart des modes d’affichage graphique pour moniteurs informatiques génèrent une image avec la même résolution relative horizontalement et verticalement (note : ces résolutions sont relatives car ces images n’ont pas en elles-mêmes de taille physique), mais ce n'est pas le cas de tous les modes, ni non plus des standards de codage utilisés en télévision analogique (SD TV ou ED TV) : par exemple, le mode standard CGA pour moniteur informatique a une définition de 320 × 200 pixels, mais la résolution verticale relative de l’image est plus faible que la résolution horizontale relative, avec des pixels normalement rendus de façon rectangulaire et plus hauts de 20 % que leur largeur relative, et qui nécessitent donc soit une interpolation pour adapter l’image à la résolution de l’écran, soit l'affichage de bandes noires en haut et en bas de l’écran d’un moniteur classique au rapport 4/3 (ce qui provoque alors un rendu incorrect dans un rapport 16/10).
De plus, les écrans de téléviseurs à tube cathodique ont des résolutions horizontales et verticales différentes liées à la géométrie de leurs pixels (y compris les écrans de type Trinitron à maillage rectangulaire).
En revanche, la majorité des dalles graphiques LCD, TFT, LED ou à plasma, utilisés comme moniteurs ou pour la télévision HD utilisent des pixels carrés et donc leurs résolutions horizontale et verticale sont égales à leur résolution moyenne (qui est aussi indépendante de leur définition propre à chaque écran, laquelle est aussi indépendante du mode d’affichage et donc du rapport d’aspect de l’image ou de son facteur d’agrandissement). L’affichage sur ces écrans des émissions analogiques (soit au format PAL/SECAM, soit au format NTSC, les deux catégories ayant des rapports d’aspect différents pour l’image qu’ils génèrent, alors que ces mêmes images sont destinées à des écrans de même rapport classique 3/2) et des émissions numériques SD en format classique 3/2 nécessitent donc aussi soit une interpolation de l’image pour adapter sa définition relative à la définition physique de l’écran (ce qui modifie le rapport d’aspect de l’image), soit l’affichage de bandes noires latérales ou un agrandissement tronquant le haut et le bas de l’image pour adapter la résolution non isotrope de l‘image à la résolution isotrope des moniteurs et écrans de télévisions numériques (afin de préserver le rapport d’aspect de l’image).
Puis on peut calculer la moyenne quadratique des deux résolutions horizontale et verticale de l’écran pour obtenir la résolution moyenne de l’écran (en pixels par pouce), qui exprime la racine carrée d’une densité de pixels par unité de surface :
{\displaystyle R={\sqrt {\frac {R_{x}^{2}+R_{y}^{2}}{2}}}={\sqrt {\frac {{\frac {x^{2}}{l^{2}}}+{\frac {y^{2}}{h^{2}}}}{2}}}={\frac {1}{lh}}{\sqrt {\frac {h^{2}x^{2}+l^{2}y^{2}}{2}}}}
Des calculs plus complexes peuvent être nécessaires pour des géométries non rectangulaires de pixels (par exemple sur de nombreux écrans cathodiques, le masque n’est pas un maillage rectangulaire, mais un maillage triangulaire, et la résolution verticale doit être calculée en prenant une maille multiple plus grande hexagonale où les pixels visibles sont disposés en bandes alternées disposées horizontalement en quinconce, et on en déduit la résolution verticale moyenne).

### Moniteur classique au format 4/3
Pour un moniteur au rapport classique 4/3, on a {\displaystyle l={\frac {4}{3}}h} et donc aussi {\displaystyle d={\sqrt {l^{2}+h^{2}}}={\frac {5}{3}}h}. Il vient alors immédiatement:
{\displaystyle l={\frac {4}{5}}d\,;\,h={\frac {3}{5}}d}
{\displaystyle R_{x}={\frac {x}{l}}={\frac {5}{4}}{\frac {x}{d}}\,;\,R_{y}={\frac {y}{h}}={\frac {5}{3}}{\frac {y}{d}}}
{\displaystyle R={\sqrt {\frac {R_{x}^{2}+R_{y}^{2}}{2}}}={\sqrt {\frac {{\frac {5^{2}x^{2}}{(4d)^{2}}}+{\frac {5^{2}y^{2}}{(3d)^{2}}}}{2}}}={\frac {5}{12d}}{\sqrt {\frac {(3x)^{2}+(4y)^{2}}{2}}}}
| Définition en pixels  | Taille de la diagonale en pouces | Taille de la diagonale en pouces | Taille de la diagonale en pouces | Taille de la diagonale en pouces | Taille de la diagonale en pouces | Taille de la diagonale en pouces | Taille de la diagonale en pouces | Taille de la diagonale en pouces | Taille de la diagonale en pouces | Taille de la diagonale en pouces | Taille de la diagonale en pouces | Taille de la diagonale en pouces | Taille de la diagonale en pouces | Taille de la diagonale en pouces | Taille de la diagonale en pouces | Taille de la diagonale en pouces | Taille de la diagonale en pouces | Taille de la diagonale en pouces |
| Définition en pixels  | 14                               | 15                               | 17                               | 19                               | 20                               | 21                               | 22                               | 24                               | 26                               | 27                               | 30                               | 32                               | 37                               | 41                               | 46                               | 55                               | 61                               | 69                               |
| --------------------- | -------------------------------- | -------------------------------- | -------------------------------- | -------------------------------- | -------------------------------- | -------------------------------- | -------------------------------- | -------------------------------- | -------------------------------- | -------------------------------- | -------------------------------- | -------------------------------- | -------------------------------- | -------------------------------- | -------------------------------- | -------------------------------- | -------------------------------- | -------------------------------- |
| 320 × 240 (QVGA)      | 28,6                             | 26,7                             | 23,5                             | 21,1                             | 20,0                             | 19,0                             | 18,2                             | 16,7                             | 15,4                             | 14,8                             | 13,3                             | 12,5                             | 10,8                             | 9,8                              | 8,7                              | 7,3                              | 6,6                              | 5,8                              |
| 320 x 480 (HVGA)      |                                  |                                  |                                  |                                  |                                  |                                  |                                  |                                  |                                  |                                  |                                  |                                  |                                  |                                  |                                  |                                  |                                  |                                  |
| 400 × 300             | 35,7                             | 33,3                             | 29,4                             | 26,3                             | 25,0                             | 23,8                             | 22,7                             | 20,8                             | 19,2                             | 18,5                             | 16,7                             | 15,6                             | 13,5                             | 12,2                             | 10,9                             | 9,1                              | 8,2                              | 7,2                              |
| 480 × 360             | 42,9                             | 40,0                             | 35,3                             | 31,6                             | 30,0                             | 28,6                             | 27,3                             | 25,0                             | 23,1                             | 22,2                             | 20,0                             | 18,8                             | 16,2                             | 14,6                             | 13,0                             | 10,9                             | 9,8                              | 8,7                              |
| 640 × 480 (VGA)       | 57,1                             | 53,3                             | 47,1                             | 42,1                             | 40,0                             | 38,1                             | 36,4                             | 33,3                             | 30,8                             | 29,6                             | 26,7                             | 25,0                             | 21,6                             | 19,5                             | 17,4                             | 14,5                             | 13,1                             | 11,6                             |
| 768 × 576 (PAL)       | 68,6                             | 64,0                             | 56,5                             | 50,5                             | 48,0                             | 45,7                             | 43,6                             | 40,0                             | 36,9                             | 35,6                             | 32,0                             | 30,0                             | 25,9                             | 23,4                             | 20,9                             | 17,5                             | 15,7                             | 13,9                             |
| 800 × 600 (SVGA)      | 71,4                             | 66,7                             | 58,8                             | 52,6                             | 50,0                             | 47,6                             | 45,5                             | 41,7                             | 38,5                             | 37,0                             | 33,3                             | 31,3                             | 27,0                             | 24,4                             | 21,7                             | 18,2                             | 16,4                             | 14,5                             |
| 960 × 720             | 85,7                             | 80,0                             | 70,6                             | 63,2                             | 60,0                             | 57,1                             | 54,5                             | 50,0                             | 46,2                             | 44,4                             | 40,0                             | 37,5                             | 32,4                             | 29,3                             | 26,1                             | 21,8                             | 19,7                             | 17,4                             |
| 1 024 × 768 (XGA)     | 91,4                             | 85,3                             | 75,3                             | 67,4                             | 64,0                             | 61,0                             | 58,2                             | 53,3                             | 49,2                             | 47,4                             | 42,7                             | 40,0                             | 34,6                             | 31,2                             | 27,8                             | 23,3                             | 21,0                             | 18,6                             |
| 1 200 × 900           | 107,1                            | 100,0                            | 88,2                             | 78,9                             | 75,0                             | 71,4                             | 68,2                             | 62,5                             | 57,7                             | 55,6                             | 50,0                             | 46,9                             | 40,5                             | 36,6                             | 32,6                             | 27,3                             | 24,6                             | 21,7                             |
| 1 280 × 960           | 114,3                            | 106,7                            | 94,1                             | 84,2                             | 80,0                             | 76,2                             | 72,7                             | 66,7                             | 61,5                             | 59,3                             | 53,3                             | 50,0                             | 43,2                             | 39,0                             | 34,8                             | 29,1                             | 26,2                             | 23,2                             |
| 1 400 × 1 050 (SXGA+) | 125,0                            | 116,7                            | 102,9                            | 92,1                             | 87,5                             | 83,3                             | 79,5                             | 72,9                             | 67,3                             | 64,8                             | 58,3                             | 54,7                             | 47,3                             | 42,7                             | 38,0                             | 31,8                             | 28,7                             | 25,4                             |
| 1 600 × 1 200 (UXGA)  | 142,9                            | 133,3                            | 117,6                            | 105,3                            | 100,0                            | 95,2                             | 90,9                             | 83,3                             | 76,9                             | 74,1                             | 66,7                             | 62,5                             | 54,1                             | 48,8                             | 43,5                             | 36,4                             | 32,8                             | 29,0                             |
| 1 920 × 1 440         | 171,4                            | 160,0                            | 141,2                            | 126,3                            | 120,0                            | 114,3                            | 109,1                            | 100,0                            | 92,3                             | 88,9                             | 80,0                             | 75,0                             | 64,9                             | 58,5                             | 52,2                             | 43,6                             | 39,3                             | 34,8                             |
| 2 048 × 1 536 (QXGA)  | 182,9                            | 170,7                            | 150,6                            | 134,7                            | 128,0                            | 121,9                            | 116,4                            | 106,7                            | 98,5                             | 94,8                             | 85,3                             | 80,0                             | 69,2                             | 62,4                             | 55,7                             | 46,5                             | 42,0                             | 37,1                             |
| 2 276 × 1 707         | 203,2                            | 189,7                            | 167,4                            | 149,7                            | 142,3                            | 135,5                            | 129,3                            | 118,5                            | 109,4                            | 105,4                            | 94,8                             | 88,9                             | 76,9                             | 69,4                             | 61,8                             | 51,7                             | 46,6                             | 41,2                             |
| 2 560 × 1 920         | 228,6                            | 213,3                            | 188,2                            | 168,4                            | 160,0                            | 152,4                            | 145,5                            | 133,3                            | 123,1                            | 118,5                            | 106,7                            | 100,0                            | 86,5                             | 78,0                             | 69,6                             | 58,2                             | 52,5                             | 46,4                             |

### Écran de télévision standard au format 3:2 (ou 3/2)
Pour un écran de télévision au format classique 3:2, on a {\displaystyle l={\frac {3}{2}}h} et donc aussi {\displaystyle d={\sqrt {l^{2}+h^{2}}}={\frac {\sqrt {13}}{2}}h}. Il vient alors immédiatement:
{\displaystyle l={\frac {3}{\sqrt {13}}}d\,;\,h={\frac {2}{\sqrt {13}}}d}
{\displaystyle R_{x}={\frac {x}{l}}={\frac {\sqrt {13}}{3}}{\frac {x}{d}}\,;\,R_{y}={\frac {y}{h}}={\frac {\sqrt {13}}{2}}{\frac {y}{d}}}
{\displaystyle R={\sqrt {\frac {R_{x}^{2}+R_{y}^{2}}{2}}}={\sqrt {\frac {{\frac {13x^{2}}{(3d)^{2}}}+{\frac {13y^{2}}{(2d)^{2}}}}{2}}}={\frac {1}{6d}}{\sqrt {\frac {13[(2x)^{2}+(3y)^{2}]}{2}}}}
| Définition en pixels | Taille de la diagonale en pouces | Taille de la diagonale en pouces | Taille de la diagonale en pouces | Taille de la diagonale en pouces | Taille de la diagonale en pouces | Taille de la diagonale en pouces | Taille de la diagonale en pouces | Taille de la diagonale en pouces | Taille de la diagonale en pouces | Taille de la diagonale en pouces | Taille de la diagonale en pouces | Taille de la diagonale en pouces | Taille de la diagonale en pouces | Taille de la diagonale en pouces | Taille de la diagonale en pouces | Taille de la diagonale en pouces | Taille de la diagonale en pouces | Taille de la diagonale en pouces |
| Définition en pixels | 14                               | 15                               | 17                               | 19                               | 20                               | 21                               | 22                               | 24                               | 26                               | 27                               | 30                               | 32                               | 37                               | 41                               | 46                               | 55                               | 61                               | 69                               |
| -------------------- | -------------------------------- | -------------------------------- | -------------------------------- | -------------------------------- | -------------------------------- | -------------------------------- | -------------------------------- | -------------------------------- | -------------------------------- | -------------------------------- | -------------------------------- | -------------------------------- | -------------------------------- | -------------------------------- | -------------------------------- | -------------------------------- | -------------------------------- | -------------------------------- |
| 300 × 200            | 25,8                             | 24,0                             | 21,2                             | 19,0                             | 18,0                             | 17,2                             | 16,4                             | 15,0                             | 13,9                             | 13,4                             | 12,0                             | 11,3                             | 9,7                              | 8,8                              | 7,8                              | 6,6                              | 5,9                              | 5,2                              |
| 360 × 240            | 30,9                             | 28,8                             | 25,5                             | 22,8                             | 21,6                             | 20,6                             | 19,7                             | 18,0                             | 16,6                             | 16,0                             | 14,4                             | 13,5                             | 11,7                             | 10,6                             | 9,4                              | 7,9                              | 7,1                              | 6,3                              |
| 450 × 300            | 38,6                             | 36,1                             | 31,8                             | 28,5                             | 27,0                             | 25,8                             | 24,6                             | 22,5                             | 20,8                             | 20,0                             | 18,0                             | 16,9                             | 14,6                             | 13,2                             | 11,8                             | 9,8                              | 8,9                              | 7,8                              |
| 540 × 360            | 46,4                             | 43,3                             | 38,2                             | 34,2                             | 32,4                             | 30,9                             | 29,5                             | 27,0                             | 25,0                             | 24,0                             | 21,6                             | 20,3                             | 17,5                             | 15,8                             | 14,1                             | 11,8                             | 10,6                             | 9,4                              |
| 600 × 400            | 51,5                             | 48,1                             | 42,4                             | 38,0                             | 36,1                             | 34,3                             | 32,8                             | 30,0                             | 27,7                             | 26,7                             | 24,0                             | 22,5                             | 19,5                             | 17,6                             | 15,7                             | 13,1                             | 11,8                             | 10,5                             |
| 720 × 480            | 61,8                             | 57,7                             | 50,9                             | 45,5                             | 43,3                             | 41,2                             | 39,3                             | 36,1                             | 33,3                             | 32,0                             | 28,8                             | 27,0                             | 23,4                             | 21,1                             | 18,8                             | 15,7                             | 14,2                             | 12,5                             |
| 864 × 576            | 74,2                             | 69,2                             | 61,1                             | 54,7                             | 51,9                             | 49,4                             | 47,2                             | 43,3                             | 39,9                             | 38,5                             | 34,6                             | 32,4                             | 28,1                             | 25,3                             | 22,6                             | 18,9                             | 17,0                             | 15,0                             |
| 900 × 600            | 77,3                             | 72,1                             | 63,6                             | 56,9                             | 54,1                             | 51,5                             | 49,2                             | 45,1                             | 41,6                             | 40,1                             | 36,1                             | 33,8                             | 29,2                             | 26,4                             | 23,5                             | 19,7                             | 17,7                             | 15,7                             |
| 1 080 × 720          | 92,7                             | 86,5                             | 76,4                             | 68,3                             | 64,9                             | 61,8                             | 59,0                             | 54,1                             | 49,9                             | 48,1                             | 43,3                             | 40,6                             | 35,1                             | 31,7                             | 28,2                             | 23,6                             | 21,3                             | 18,8                             |
| 1 152 × 768          | 98,9                             | 92,3                             | 81,4                             | 72,9                             | 69,2                             | 65,9                             | 62,9                             | 57,7                             | 53,3                             | 51,3                             | 46,2                             | 43,3                             | 37,4                             | 33,8                             | 30,1                             | 25,2                             | 22,7                             | 20,1                             |
| 1 281 × 854          | 110,0                            | 102,6                            | 90,6                             | 81,0                             | 77,0                             | 73,3                             | 70,0                             | 64,1                             | 59,2                             | 57,0                             | 51,3                             | 48,1                             | 41,6                             | 37,6                             | 33,5                             | 28,0                             | 25,2                             | 22,3                             |
| 1 350 × 900          | 115,9                            | 108,2                            | 95,4                             | 85,4                             | 81,1                             | 77,3                             | 73,7                             | 67,6                             | 62,4                             | 60,1                             | 54,1                             | 50,7                             | 43,9                             | 39,6                             | 35,3                             | 29,5                             | 26,6                             | 23,5                             |
| 1 440 × 960          | 123,6                            | 115,4                            | 101,8                            | 91,1                             | 86,5                             | 82,4                             | 78,7                             | 72,1                             | 66,6                             | 64,1                             | 57,7                             | 54,1                             | 46,8                             | 42,2                             | 37,6                             | 31,5                             | 28,4                             | 25,1                             |
| 1 575 × 1 050        | 135,2                            | 126,2                            | 111,3                            | 99,6                             | 94,6                             | 90,1                             | 86,0                             | 78,9                             | 72,8                             | 70,1                             | 63,1                             | 59,2                             | 51,2                             | 46,2                             | 41,2                             | 34,4                             | 31,0                             | 27,4                             |
| 1 800 × 1 200        | 154,5                            | 144,2                            | 127,3                            | 113,9                            | 108,2                            | 103,0                            | 98,3                             | 90,1                             | 83,2                             | 80,1                             | 72,1                             | 67,6                             | 58,5                             | 52,8                             | 47,0                             | 39,3                             | 35,5                             | 31,4                             |
| 2 160 × 1 440        | 185,4                            | 173,1                            | 152,7                            | 136,6                            | 129,8                            | 123,6                            | 118,0                            | 108,2                            | 99,8                             | 96,1                             | 86,5                             | 81,1                             | 70,2                             | 63,3                             | 56,4                             | 47,2                             | 42,6                             | 37,6                             |
| 2 304 × 1 536        | 197,8                            | 184,6                            | 162,9                            | 145,7                            | 138,5                            | 131,9                            | 125,9                            | 115,4                            | 106,5                            | 102,6                            | 92,3                             | 86,5                             | 74,8                             | 67,5                             | 60,2                             | 50,3                             | 45,4                             | 40,1                             |
| 2 400 × 1 600        | 206,0                            | 192,3                            | 169,7                            | 151,8                            | 144,2                            | 137,4                            | 131,1                            | 120,2                            | 110,9                            | 106,8                            | 96,1                             | 90,1                             | 78,0                             | 70,4                             | 62,7                             | 52,4                             | 47,3                             | 41,8                             |
| 2 561 × 1 707        | 219,8                            | 205,2                            | 181,0                            | 162,0                            | 153,9                            | 146,5                            | 139,9                            | 128,2                            | 118,4                            | 114,0                            | 102,6                            | 96,2                             | 83,2                             | 75,1                             | 66,9                             | 56,0                             | 50,4                             | 44,6                             |
| 2 880 × 1 920        | 247,2                            | 230,8                            | 203,6                            | 182,2                            | 173,1                            | 164,8                            | 157,3                            | 144,2                            | 133,1                            | 128,2                            | 115,4                            | 108,2                            | 93,5                             | 84,4                             | 75,2                             | 62,9                             | 56,7                             | 50,2                             |

### Moniteur large au format 16:10 (ou 8:5)
Pour un moniteur au format large 16:10 (ou 8:5), on a {\displaystyle l={\frac {8}{5}}h} et donc aussi {\displaystyle d={\sqrt {l^{2}+h^{2}}}={\frac {\sqrt {89}}{5}}h}. Il vient alors immédiatement:
{\displaystyle l={\frac {8}{\sqrt {89}}}d\,;\,h={\frac {5}{\sqrt {89}}}d}
{\displaystyle R_{x}={\frac {x}{l}}={\frac {\sqrt {89}}{8}}{\frac {x}{d}}\,;\,R_{y}={\frac {y}{h}}={\frac {\sqrt {89}}{5}}{\frac {y}{d}}}
{\displaystyle R={\sqrt {\frac {R_{x}^{2}+R_{y}^{2}}{2}}}={\sqrt {\frac {{\frac {89x^{2}}{(8d)^{2}}}+{\frac {89y^{2}}{(5d)^{2}}}}{2}}}={\frac {1}{40d}}{\sqrt {\frac {89[(5x)^{2}+(8y)^{2}]}{2}}}}
| Définition en pixels | Taille de la diagonale en pouces | Taille de la diagonale en pouces | Taille de la diagonale en pouces | Taille de la diagonale en pouces | Taille de la diagonale en pouces | Taille de la diagonale en pouces | Taille de la diagonale en pouces | Taille de la diagonale en pouces | Taille de la diagonale en pouces | Taille de la diagonale en pouces | Taille de la diagonale en pouces | Taille de la diagonale en pouces | Taille de la diagonale en pouces | Taille de la diagonale en pouces | Taille de la diagonale en pouces | Taille de la diagonale en pouces | Taille de la diagonale en pouces | Taille de la diagonale en pouces |
| Définition en pixels | 14                               | 15                               | 17                               | 19                               | 20                               | 21                               | 22                               | 24                               | 26                               | 27                               | 30                               | 32                               | 37                               | 41                               | 46                               | 55                               | 61                               | 69                               |
| -------------------- | -------------------------------- | -------------------------------- | -------------------------------- | -------------------------------- | -------------------------------- | -------------------------------- | -------------------------------- | -------------------------------- | -------------------------------- | -------------------------------- | -------------------------------- | -------------------------------- | -------------------------------- | -------------------------------- | -------------------------------- | -------------------------------- | -------------------------------- | -------------------------------- |
| 320 × 200            | 27,0                             | 25,2                             | 22,2                             | 19,9                             | 18,9                             | 18,0                             | 17,2                             | 15,7                             | 14,5                             | 14,0                             | 12,6                             | 11,8                             | 10,2                             | 9,2                              | 8,2                              | 6,9                              | 6,2                              | 5,5                              |
| 384 × 240            | 32,3                             | 30,2                             | 26,6                             | 23,8                             | 22,6                             | 21,6                             | 20,6                             | 18,9                             | 17,4                             | 16,8                             | 15,1                             | 14,2                             | 12,2                             | 11,0                             | 9,8                              | 8,2                              | 7,4                              | 6,6                              |
| 480 × 300            | 40,4                             | 37,7                             | 33,3                             | 29,8                             | 28,3                             | 27,0                             | 25,7                             | 23,6                             | 21,8                             | 21,0                             | 18,9                             | 17,7                             | 15,3                             | 13,8                             | 12,3                             | 10,3                             | 9,3                              | 8,2                              |
| 576 × 360            | 48,5                             | 45,3                             | 40,0                             | 35,7                             | 34,0                             | 32,3                             | 30,9                             | 28,3                             | 26,1                             | 25,2                             | 22,6                             | 21,2                             | 18,4                             | 16,6                             | 14,8                             | 12,3                             | 11,1                             | 9,8                              |
| 640 × 400            | 53,9                             | 50,3                             | 44,4                             | 39,7                             | 37,7                             | 35,9                             | 34,3                             | 31,4                             | 29,0                             | 28,0                             | 25,2                             | 23,6                             | 20,4                             | 18,4                             | 16,4                             | 13,7                             | 12,4                             | 10,9                             |
| 768 × 480            | 64,7                             | 60,4                             | 53,3                             | 47,7                             | 45,3                             | 43,1                             | 41,2                             | 37,7                             | 34,8                             | 33,5                             | 30,2                             | 28,3                             | 24,5                             | 22,1                             | 19,7                             | 16,5                             | 14,8                             | 13,1                             |
| 960 × 600            | 80,9                             | 75,5                             | 66,6                             | 59,6                             | 56,6                             | 53,9                             | 51,5                             | 47,2                             | 43,5                             | 41,9                             | 37,7                             | 35,4                             | 30,6                             | 27,6                             | 24,6                             | 20,6                             | 18,6                             | 16,4                             |
| 1 152 × 720          | 97,0                             | 90,6                             | 79,9                             | 71,5                             | 67,9                             | 64,7                             | 61,7                             | 56,6                             | 52,2                             | 50,3                             | 45,3                             | 42,5                             | 36,7                             | 33,1                             | 29,5                             | 24,7                             | 22,3                             | 19,7                             |
| 1 440 × 900          | 121,3                            | 113,2                            | 99,9                             | 89,4                             | 84,9                             | 80,9                             | 77,2                             | 70,8                             | 65,3                             | 62,9                             | 56,6                             | 53,1                             | 45,9                             | 41,4                             | 36,9                             | 30,9                             | 27,8                             | 24,6                             |
| 1 536 × 960          | 129,4                            | 120,8                            | 106,5                            | 95,3                             | 90,6                             | 86,3                             | 82,3                             | 75,5                             | 69,7                             | 67,1                             | 60,4                             | 56,6                             | 49,0                             | 44,2                             | 39,4                             | 32,9                             | 29,7                             | 26,3                             |
| 1 680 × 1 050        | 141,5                            | 132,1                            | 116,5                            | 104,3                            | 99,1                             | 94,3                             | 90,1                             | 82,5                             | 76,2                             | 73,4                             | 66,0                             | 61,9                             | 53,5                             | 48,3                             | 43,1                             | 36,0                             | 32,5                             | 28,7                             |
| 1 920 × 1 200        | 161,7                            | 150,9                            | 133,2                            | 119,2                            | 113,2                            | 107,8                            | 102,9                            | 94,3                             | 87,1                             | 83,9                             | 75,5                             | 70,8                             | 61,2                             | 55,2                             | 49,2                             | 41,2                             | 37,1                             | 32,8                             |
| 2 304 × 1 440        | 194,1                            | 181,1                            | 159,8                            | 143,0                            | 135,8                            | 129,4                            | 123,5                            | 113,2                            | 104,5                            | 100,6                            | 90,6                             | 84,9                             | 73,4                             | 66,3                             | 59,1                             | 49,4                             | 44,5                             | 39,4                             |
| 2 560 × 1 600        | 215,6                            | 201,3                            | 177,6                            | 158,9                            | 150,9                            | 143,8                            | 137,2                            | 125,8                            | 116,1                            | 111,8                            | 100,6                            | 94,3                             | 81,6                             | 73,6                             | 65,6                             | 54,9                             | 49,5                             | 43,8                             |
| 3 072 × 1 920        | 258,8                            | 241,5                            | 213,1                            | 190,7                            | 181,1                            | 172,5                            | 164,7                            | 150,9                            | 139,3                            | 134,2                            | 120,8                            | 113,2                            | 97,9                             | 88,4                             | 78,8                             | 65,9                             | 59,4                             | 52,5                             |

### Écran de télévision large au rapport 16/9
Pour un écran de télévision au rapport large 16/9, on a {\displaystyle l={\frac {16}{9}}h} et donc aussi {\displaystyle d={\sqrt {l^{2}+h^{2}}}={\frac {\sqrt {337}}{9}}h}. Il vient alors immédiatement:
{\displaystyle l={\frac {16}{\sqrt {337}}}d\,;\,h={\frac {9}{\sqrt {337}}}d}
{\displaystyle R_{x}={\frac {x}{l}}={\frac {\sqrt {337}}{16}}{\frac {x}{d}}\,;\,R_{y}={\frac {y}{h}}={\frac {\sqrt {337}}{9}}{\frac {y}{d}}}
{\displaystyle R={\sqrt {\frac {R_{x}^{2}+R_{y}^{2}}{2}}}={\sqrt {\frac {{\frac {337x^{2}}{(16d)^{2}}}+{\frac {337y^{2}}{(9d)^{2}}}}{2}}}={\frac {1}{144d}}{\sqrt {\frac {337[(9x)^{2}+(16y)^{2}]}{2}}}}
| Définition en pixels     | Taille de la diagonale en pouces | Taille de la diagonale en pouces | Taille de la diagonale en pouces | Taille de la diagonale en pouces | Taille de la diagonale en pouces | Taille de la diagonale en pouces | Taille de la diagonale en pouces | Taille de la diagonale en pouces | Taille de la diagonale en pouces | Taille de la diagonale en pouces | Taille de la diagonale en pouces | Taille de la diagonale en pouces | Taille de la diagonale en pouces | Taille de la diagonale en pouces | Taille de la diagonale en pouces | Taille de la diagonale en pouces | Taille de la diagonale en pouces | Taille de la diagonale en pouces |
| Définition en pixels     | 14                               | 15                               | 17                               | 19                               | 20                               | 21                               | 22                               | 24                               | 26                               | 27                               | 30                               | 32                               | 37                               | 41                               | 46                               | 55                               | 61                               | 69                               |
| ------------------------ | -------------------------------- | -------------------------------- | -------------------------------- | -------------------------------- | -------------------------------- | -------------------------------- | -------------------------------- | -------------------------------- | -------------------------------- | -------------------------------- | -------------------------------- | -------------------------------- | -------------------------------- | -------------------------------- | -------------------------------- | -------------------------------- | -------------------------------- | -------------------------------- |
| 640 × 360                | 52,5                             | 49,0                             | 43,2                             | 38,6                             | 36,7                             | 35,0                             | 33,4                             | 30,6                             | 28,2                             | 27,2                             | 24,5                             | 22,9                             | 19,8                             | 17,9                             | 16,0                             | 13,4                             | 12,0                             | 10,6                             |
| 1 024 × 576              | 83,9                             | 78,3                             | 69,1                             | 61,8                             | 58,7                             | 55,9                             | 53,4                             | 49,0                             | 45,2                             | 43,5                             | 39,2                             | 36,7                             | 31,8                             | 28,7                             | 25,5                             | 21,4                             | 19,3                             | 17,0                             |
| 1 280 × 720 (WXGA-H)     | 104,9                            | 97,9                             | 86,4                             | 77,3                             | 73,4                             | 69,9                             | 66,8                             | 61,2                             | 56,5                             | 54,4                             | 49,0                             | 45,9                             | 39,7                             | 35,8                             | 31,9                             | 26,7                             | 24,1                             | 21,3                             |
| 1 600 × 900              | 131,1                            | 122,4                            | 108,0                            | 96,6                             | 91,8                             | 87,4                             | 83,4                             | 76,5                             | 70,6                             | 68,0                             | 61,2                             | 57,4                             | 49,6                             | 44,8                             | 39,9                             | 33,4                             | 30,1                             | 26,6                             |
| 1 920 × 1 080 (HD 1080)  | 157,4                            | 146,9                            | 129,6                            | 115,9                            | 110,1                            | 104,9                            | 100,1                            | 91,8                             | 84,7                             | 81,6                             | 73,4                             | 68,8                             | 59,5                             | 53,7                             | 47,9                             | 40,1                             | 36,1                             | 31,9                             |
| 2 560 × 1 440 (QHD)      | 209,8                            | 195,8                            | 172,8                            | 154,6                            | 146,9                            | 139,9                            | 133,5                            | 122,4                            | 113,0                            | 108,8                            | 97,9                             | 91,8                             | 79,4                             | 71,6                             | 63,9                             | 53,4                             | 48,2                             | 42,6                             |
| 3 840 × 2 160 (Ultra HD) | 314,7                            | 293,7                            | 259,2                            | 231,9                            | 220,3                            | 209,8                            | 200,3                            | 183,6                            | 169,5                            | 163,2                            | 146,9                            | 137,7                            | 119,1                            | 107,5                            | 95,8                             | 80,1                             | 72,2                             | 63,9                             |

## Relations entre la résolution physique d'un écran et la résolution observée

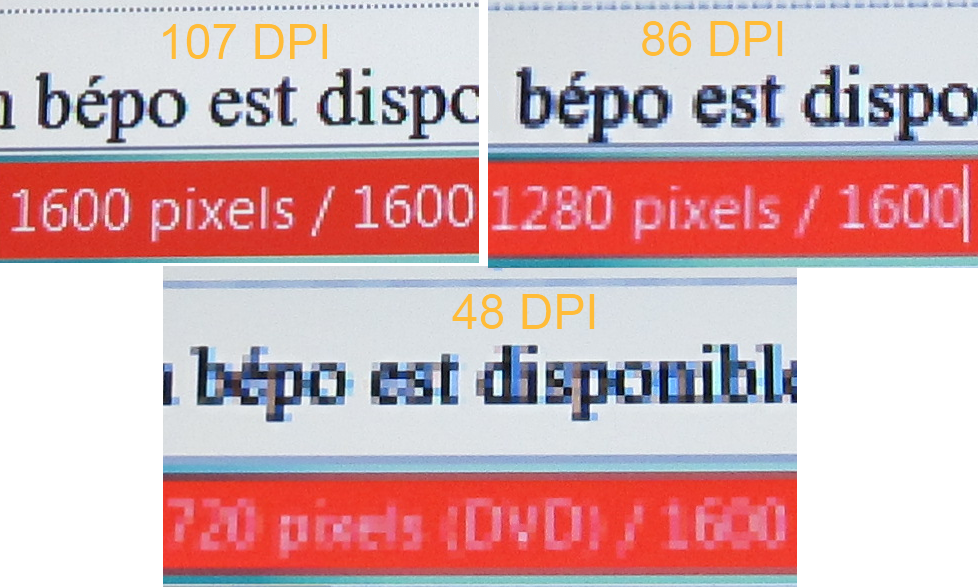
Les différences de nettetés en fonction des PPP (107, 86 et 48).

La résolution d’un écran exprimant aussi la surface d’un seul pixel plan, elle influe sur la qualité perçue de l'image, selon la distance à laquelle on l'observe (alors que la définition de l’écran n’influe pas sur l’observation mais sur la fidélité de restitution de la géométrie des images sources, indépendamment de la distance d’observation), car ce pixel est alors seulement perçu selon un angle solide du cône d’observation, qu’on devait exprimer en stéradians.
Cependant, on peut aussi se contenter de mesurer l’ouverture du cône en radians, en ne mesurant que l’arc angulaire d’une coupe plane de ce cône le long de l’axe d’observation. À une distance suffisamment grande par rapport à la largeur ou la hauteur d’un pixel, cet arc angulaire est pratiquement égal à la hauteur ou la largeur de chaque pixel, divisé par la distance d’observation, le pixel plan étant pratiquement assimilable à la section sphérique (de la sphère centrée sur l’œil d’observation et de rayon égal à la distance d’observation du centre de ce pixel, par le plan de l’écran observé).
À 32 dpi, l’image est perçue comme optimum à 2,4 mètres, au-delà de 2,4 m l’image paraît de façon optimum mais plus petite. À 40 dpi, l’image est perçue comme non parfaite à une distance inférieure à 1,9 mètre, car l’on perçoit les pixels.

## Définitions actuelles

Rapports et définitions courants.

Les téléviseurs présentent les définitions standards suivantes :
- SD TV : 480i avec un rapport 3/2 1,5:1 (NTSC, 720 × 480, divisé en deux champs de 240 lignes à 60 Hz)
- ED TV : 480p avec un rapport 3/2 1,5:1 (NTSC, 720 × 480, en un seul champ progressif à 60 Hz)
- SD TV : 576i avec un rapport 5/4 1.25:1 (PAL, SECAM, 720 × 576, divisé en deux champs de 288 lignes à 50 Hz)
- ED TV : 576p avec un rapport 5/4 1.25:1 (PAL, SECAM, 720 × 576, en un seul champ progressif à 50 Hz)
- HD : 720p avec un rapport 16/9 1,77:1 (960x720, 1 280 × 720, en un seul champ progressif à 50 ou 60 Hz)
- Full HD : 1080i avec un rapport 16/9 1,77:1 (1 280 × 1 080, 1 440 × 1 080, ou 1 920 × 1 080 divisé en deux champs de 540 lignes à 50 ou 60 Hz)
- Full HD : 1080p avec un rapport 16/9 1,77:1 (1 920 × 1 080, en un seul champ progressif jusqu'à  240 Hz)
- UHD 4K : 2160p avec un rapport 16/9 1,77:1 (3 840 × 2 160, en un seul champ progressif jusqu'à 120 Hz)
- UHD 8K : 4320p avec un rapport 16/9 1,77:1 (7 680 × 4 320, en un seul champ progressif jusqu'à 60 Hz)